# Xenoophorus captivus
Xenoophorus captivus és una espècie de peix de la família dels goodèids i de l'ordre dels ciprinodontiformes.

## Morfologia
- Els mascles poden assolir 5 cm de longitud total i les femelles 6.[1][2]

## Alimentació
Menja algues.

## Hàbitat
És un peix d'aigua dolça, de clima subtropical i demersal.

## Distribució geogràfica
Es troba a la conca del riu Pánuco (Mèxic).

## Observacions
És inofensiu per als humans.